# Майан, Жаклин
Жаклин Майан (фр. Jacqueline Maillan; 11 января 1923, Паре-ле-Моньяль, Сона и Луара, Франция — 12 мая 1992, Париж) — французская актриса театра, кино и телевидения.

## Биография
Дочь инженера-мостостроителя.
Первоначально планировала стать юристом. Окончила педагогические курсы, работала секретарём фармацевта. В 1944 году вместе с семьёй переехала в Париж, где окончила Драматические курсы Рене Симона.
Дебютировала в кино в 1947 году. В 1951 году вместе с группой единомышленников участвовала в создании парижского театра Théâtre de la Huchette, в котором играла несколько лет. Затем, актриса театра «Le Chinois».
В 1954 году вышла замуж за композитора Мишеля Эмера.
Популярность к Ж. Майан пришла в конце 1950-х годов. Стала одной из звёзд Бульварного театра. В конце 1960-х — начале 1970-х годов часто принимала участие в съёмках развлекательных программах на телевидении.
Жаклин Майан — острохарактерная актриса, мастер перевоплощения. Её амплуа — комик.
С 1947 по 1992 год снялась в более чем пятидесяти фильмах. Лучшие свои роли сыграла в комедийных фильмах: Алис Костье в ленте «Двери хлопают» (1959), Синтия Монтесье в комедии Жана Жиро «Пик-Пик» (1963), Элизабет Душеме в новелле из фильма «Счастливчики» (1963), Тереза Бонневаль в комедии положений «Приключения в загородном доме» (1966).
В 1970-х — 1990-х годах на большом экране появлялась реже, снималась на телевидении, активно работала как театральная актриса.
Скончалась после сердечного приступа во время исполнения спектакля по пьесе Пьера Пальмади. Похоронена на кладбище Баньё.

## Избранная фильмография
- 1954 — Интриганки — танцовщица
- 1954 — Тайны Версаля — визитёр
- 1954 — Ах! Эти прекрасные вакханки — директор театра
- 1955 — Большие манёвры — Жанна Дюверже, сестра Виктора
- 1959 — Рыжая Жюли
- 1959 — Бродяга Архимед — мадам Марджори
- 1960 — Кандид, или Оптимизм в XX веке — мадам Джун, пуританская мать
- 1960 — Двери хлопают — Алиса Костье
- 1962 — Как преуспеть в любви — Эдми Рондо
- 1962 — Тартарен из Тараскона — мадам Бузюке, фармацевт
- 1963 — Пик-Пик — Синтия Монесье
- 1965 — Счастливчики — Элизабет Душеми
- 1966 — Приключения в загородном доме — Тереза Бонневаль
- 1969 — Зовите меня Матильда — Матильда де Бланзак
- 1988 — Ночь в Национальной ассамблее — Анриетта Брулар
- 1990 — Женщина-головорез — Эдма Бауте-Лебреш